# Defecazione
La defecazione (dal latino tardo defaecatio, e da defaecare, cioè "purificare"), è l'insieme degli atti fisiologici, volontari ed involontari, che determinano l'espulsione delle feci, raccolte nell'intestino crasso, attraverso l'ano.

## Aspetti generali
Si esplica, in genere senza distinzione di sesso, attraverso singoli atti detti evacuazioni (o scariche) con i quali le sostanze ingerite con l'alimentazione e non assorbite dall'intestino, vengono espulse dall'organismo attraverso l'orifizio anale.
Al segmento finale dell'intestino (nell'uomo è il retto) le feci giungono per movimenti di peristalsi che, dopo il completamento dell'assorbimento di quanto utile all'organismo, spingono il materiale fecale verso l'ano.
Sia per l'uomo che per gli altri animali, la defecazione segue d'ordinario ritmi biologici periodici, ma è facilmente soggetta ad alterazioni della frequenza, avendosi la stitichezza in caso di rarefazione o interruzione delle scariche; la causa è in genere fisico-meccanica e si parla infatti di stipsi funzionale e di defecazione ostruita. La mancanza di defecazione genera il cosiddetto blocco intestinale, che può avere esiti infausti, ma anche prima di giungere al blocco, la condensazione e l'indurimento delle feci (o la costituzione di un vero e proprio fecaloma), conseguenze della protratta ritenzione, possono causare pericolose lacerazioni della membrana del retto all'atto dell'espulsione. Si ritiene che queste particolari condizioni, probabilmente a causa di esperienze precedenti rimosse o di cui si preserva il ricordo, siano all'origine della defecaloesiofobia, la paura di defecare con dolore, una fobia specifica della defecazione.
La defecazione è solo parzialmente volontaria, i mammiferi dispongono infatti di uno sfintere anale la cui funzione ("costrizione tonica") è quella di impedire per periodi ragionevoli il rilascio casuale del materiale fecale ritenendolo all'interno del tratto finale dell'intestino oltre che prevenire l'ingresso di materiale esterno. La volontarietà negli individui adulti è quindi limitata alla continenza, poiché l'individuo non può agire sullo stimolo, ma può intervenire solo ritardandone (entro certi limiti) gli effetti. Negli individui giovani o neonati invece i meccanismi di continenza non sono ancora sviluppati e si hanno evacuazioni non solo involontarie ma anche, inizialmente, non riconosciute come tali. In caso di paralisi della parte inferiore del corpo (allo stesso modo che per effetto di anestesia parziale pre-operatoria), gli sfinteri non sono governati dal soggetto e si ha defecazione involontaria o, più precisamente, incontrollata.
Il processo è stato analizzato e la sua interpretazione corrente si è sviluppata nel XVIII secolo; sino ad allora si riteneva che l'intera operazione fosse "gestita" dai soli muscoli del retto. Fra i sostenitori di questa tesi, si distinse il medico francese Jean Astruc, acceso polemista che negava la "partecipazione" dei muscoli addominali con questa spiegazione: una corda disposta a cerchio, nel contrarsi, può accorciarsi solo di pochissimo, impercettibilmente. In pratica, nell'esempio, le fibre muscolari dei muscoli della parete addominale sarebbero la corda e contraendosi non si accorcerebbero, quindi non potrebbero "stringere" il retto e spingere per l'evacuazione. Archibald Pitcairn, una volta scoperta l'erroneità dell'assunto, dedicò ad Astruc il famoso verso in cui suppose che la teoria non derivasse da registrazione di regolarità sperimentali: «credo Astruccium nunquam cacasse».
Nell'Ottocento fu assai bene circostanziato il procedimento ed essendo il secolo della ragione gli interrogativi più pressanti divennero quelli sulla volontarietà; l'Olivier in un testo didattico si spinse a ratificare la teoria dell'ausilio dei muscoli volontari con la considerazione che l'espulsione di feci di consistenza dura era espressione di forza di volontà.

## La defecazione umana
La defecazione nell'uomo è prodotta dalla peristalsi (azione vermiculare) del colon sigmoideo, che spinge il materiale fecale verso il retto. All'ingresso in questo segmento, che si distende opportunamente a formare la ampulla recti o ampolla rettale, si ha la stimolazione delle terminazioni sensoriali del muscolo del retto, le quali attraverso il nervo pudendo inviano il segnale di necessità di evacuazione, che causa il noto riflesso retto-anale (riflesso intrinseco). Questi riflessi possono essere influenzati nella misura e nella qualità della loro scaturigine da irritazioni, infiammazioni e processi patologici, come ad esempio avviene nella dissenteria, che si caratterizza per la ripetizione involontaria delle azioni riflesse di espulsione oltre che per l'aumentato volume e consistenza acquosa delle feci.
Ad ordinarie condizioni, il retto è moderatamente lubrificato dal suo muco, lo sfintere liscio è in posizione chiusa, quello esterno può essere serrato e bloccare la fuoriuscita sino a che non ne verrà comandata volontariamente l'apertura.

Anatomia dell'ano e del retto

Assunta la determinazione di dar corso all'operazione, infatti, il soggetto rilascia gli sfinteri; per questo è di ausilio anche un opportuno posizionamento (la posizione seduta e quella accovacciata favoriscono il giusto angolo ano-rettale per l'ottimale proiezione delle deiezioni). Una volta precipitate nel canale anale le feci sono rilevate da altre terminazioni sensoriali che informano circa la loro consistenza condizionando l'impulso da inviare agli sfinteri per le modalità del loro rilascio (riflesso parasimpatico).
Mentre un eccessivo riempimento del retto (ad esempio per protratta continenza) produce la sovradistensione rettale diminuendone quindi la contrattilità e la capacità di spinta, l'opposta situazione di scarso riempimento non consente al retto di distendersi correttamente e l'espulsione deve essere indotta con idonei stimoli muscolari, con il rischio però di prolasso delle membrane mucose in prossimità dell'ano.
Un'evacuazione sana è caratterizzata dal preciso sentore dello stimolo (non eccessivo), dalla facilità nell'espulsione delle feci (con una tempistica ragionevolmente breve, stimata attorno alla decina di secondi) e dalla sensazione di sollievo che ne segue.
Con la contrazione del retto e la contrazione della parete addominale le scorie sono espulse. I muscoli interessati sono quelli detti agonisti (abduttori e glutei) e quelli detti antagonisti (diaframma e addominali), ed è dalla combinazione delle loro contrazioni che nella parte finale dell'intestino si crea una sorta di camera di pressione (torchio addominale) che fa affacciare la massa fecale fuori dall'ano, al quale è trattenuto solidale dagli attriti, sinché la forza di gravità non lo distacchi per il completamento dell'escrezione. L'insieme dello sforzo finale (il cui termine tecnico è ponzamento) interessa sia la respirazione che la pressione sanguigna, entrambe alterate durante la spinta estrusiva: la respirazione risente dell'impiego del diaframma e può aversi momentanea apnea o almeno dispnea, la pressione invece sale repentinamente risentendo dei flussi richiamati dalle zone muscolari attivate.

### Fattori di influenza sulla defecazione umana
Fattori primari della fisiologizzazione della peristalsi e quindi della corretta induzione alla defecazione sono l'assunzione di acqua e la deambulazione. 
La deambulazione stimola la discesa della massa fecale oltre che la peristalsi e migliora la situazione vascolare.
Oltre a tutti i fattori direttamente influenti sulla peristalsi, ve ne sono altri che hanno effetto sulla corretta defecazione per altre cause o ragioni.
- L'età dell'individuo incide sulla defecazione umana, con ampi margini di elasticità negli effetti soggettivamente prodotti, sia in fase neonatale che in fase geriatrica. Nella prima debbono completare lo sviluppo le muscolature intestinali e gli sfinteri, mentre contemporaneamente inizia l'acquisizione della propriocezione specifica. In pratica, il bambino oltre a dover attendere l'entrata in funzione delle richieste muscolature, deve anche apprendere come gestire la continenza governando gli sfinteri; essendoci ampia variabilità nei tempi di maturazione della continenza, si può sinteticamente indicare nella pubertà la stagione di completamento dell'acquisizione della tecnica defecatoria.
Nell'anziano, invece, la perdita di tono muscolare agisce negativamente sulla capacità di propulsione peristaltica in genere e di espulsione rettale in particolare, con i rischi e le conseguenze sopra già tratteggiati.
- L'alimentazione incide sia per la qualità e la quantità delle sostanze ingerite a scopo alimentare, sia per le modalità e i ritmi di ingestione. 
  - Circa la qualità degli alimenti, alcune sostanze come noto favoriscono la defecazione più di altre, ad esempio fra quelle naturali alcuni oli, alcuni frutti, alcune verdure; mentre fra quelle artificiali ci sono ad esempio gli alcolici e il cioccolato. Altre sostanze, dette astringenti, rallentano il processo dell'assorbimento od agiscono sulla condensazione degli scarti.
Non sono affatto rari effetti del tutto opposti in particolari soggetti, poiché la suscettibilità individuale a determinati elementi può variare grandemente, ma comunemente si hanno prevedibili ordinarie reazioni dell'intestino al contatto con certi cibi: la presenza delle fibre fornite da frutta e verdura favorirebbe ad esempio pressoché certamente (secondo le maggiori istituzioni scientifiche dietologiche e di scienza della nutrizione) la peristalsi.
Non di rado gli alimenti verso i quali si patiscano allergie o intolleranze[12] provocano effetti diarroici o dissenterici, poiché a causa del malassorbimento si ha incremento dell'indigerito e possibile fermentazione; in parte per questo motivo, l'ingestione di cibi avariati (nei quali si sviluppano ossidazioni, acidazioni e colonizzazioni batteriche) produce in genere gli stessi effetti poiché l'organismo, al di là delle reazioni di tossicità, non ne tollera i componenti corrotti.
  - La quantità degli alimenti rileva in quanto alcuni cibi possono essere neutri o avere effetti di un dato verso sulla defecazione sino a determinate soglie di quantità, superate le quali hanno effetti marcati o opposti ai precedenti. Il caso tipico è quello del frutto del corbezzolo, cui già Plinio il Vecchio[13] attribuiva il nome di unedo[14] («ne mangio uno [solo]») poiché se un solo frutto era inoffensivo, i successivi avrebbero indotto problemi.
  - I ritmi dell'alimentazione influiscono soprattutto in termini di irregolarità della stessa, poiché se la cadenza delle ingestioni non è regolare, specie per le ingestioni aggiuntive fuori dai pasti, l'attività intestinale patisce conseguenze da aggravio del carico di lavoro, con possibile incremento di indigerito.
- L'insufficiente assunzione di acqua provoca la disidratazione delle sostanze fecali; ciò comporta difficoltà di convogliamento al retto e di espulsione a causa degli attriti e della ridotta elasticità della massa fecale.

### Ausilii ed interventi per la defecazione

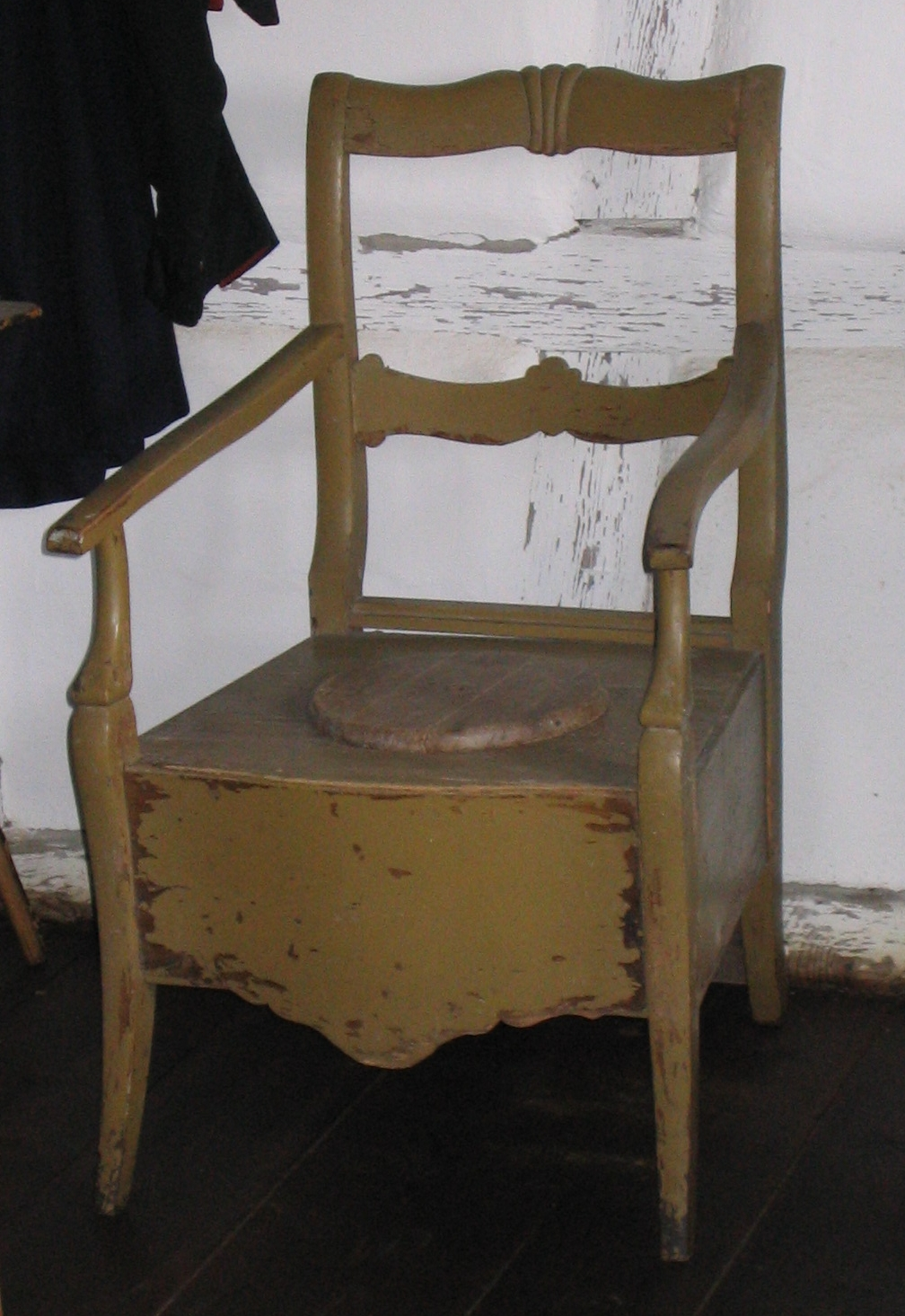
Una sedia con un'apertura nella seduta per consentire la defecazione. L'uso è stato ripreso in tempi recenti per alcuni modelli di sedia a rotelle.

In caso di difficoltà ad evacuare, vi sono accorgimenti di vario genere utili a sollecitare l'espulsione delle feci. In primo luogo il ricorso all'assunzione di purganti o di lassativi, che sono spesso erroneamente confusi fra loro. Mentre la purga è in genere un alimento naturale di tipo oleoso (ad esempio l'olio di ricino) o fibroso (ad esempio la prugna) che produce effetti bruschi, il lassativo induce effetti più lenti e progressivi ed è più propriamente un prodotto farmacologico. I purganti sono tipicamente assunti per ingestione, i lassativi possono essere impiegati anche per via rettale sotto forma di supposte (ad esempio di glicerolo). Tuttavia, malgrado si tratti della strada più breve, non è detto che sia anche la più celere nel fare effetto, poiché spesso si tratta di lassativi solo emollienti.
Anche diverse tecniche di rilassamento sono utilizzate per favorire chi vada periodicamente soggetto a defecazioni "difficili".
Mentre la stimolazione che si effettua con il massaggio addominale (da effettuarsi in senso orario) tende alla regolarizzazione della peristalsi mediante un aiuto indiretto allo spostamento coattivo della massa fecale, vi sono altri interventi come quello effettuato a mezzo di clistere che mirano a ridurre gli attriti fra la massa fecale e le pareti del tratto intestinale in cui si è arenata o alla sua frammentazione.
Un intervento ambulatoriale di frequente ricorso è lo svuotamento manuale dell'ampolla rettale, manovra delegata al personale infermieristico. Si pratica anche la stimolazione digitale, che agisce sullo sfintere liscio o sull'ampolla rettale per favorirne il rilassamento. Nei casi di occlusione non rimediabile, di ostruzione patologica (ad esempio di natura oncologica), o nei casi di asportazione del retto, si può prevedere la creazione di un ano artificiale (solitamente sul ventre) nel quale convogliare l'ultima porzione intestinale funzionale; questo accorgimento pone in comunicazione con l'esterno l'ultimo segmento precedente a quello perduto ma ovviamente il nuovo orifizio non dispone di sfinteri né di una camera di accumulazione come l'ampolla rettale, perciò tutto il prodotto è immediatamente espulso e si ricorre ad un catetere per ordinare lo smaltimento delle scorie.
In caso di incontinenza invece si pratica il lavaggio colico, che produce lo svuotamento del colon.

### Aspetti sociali della defecazione

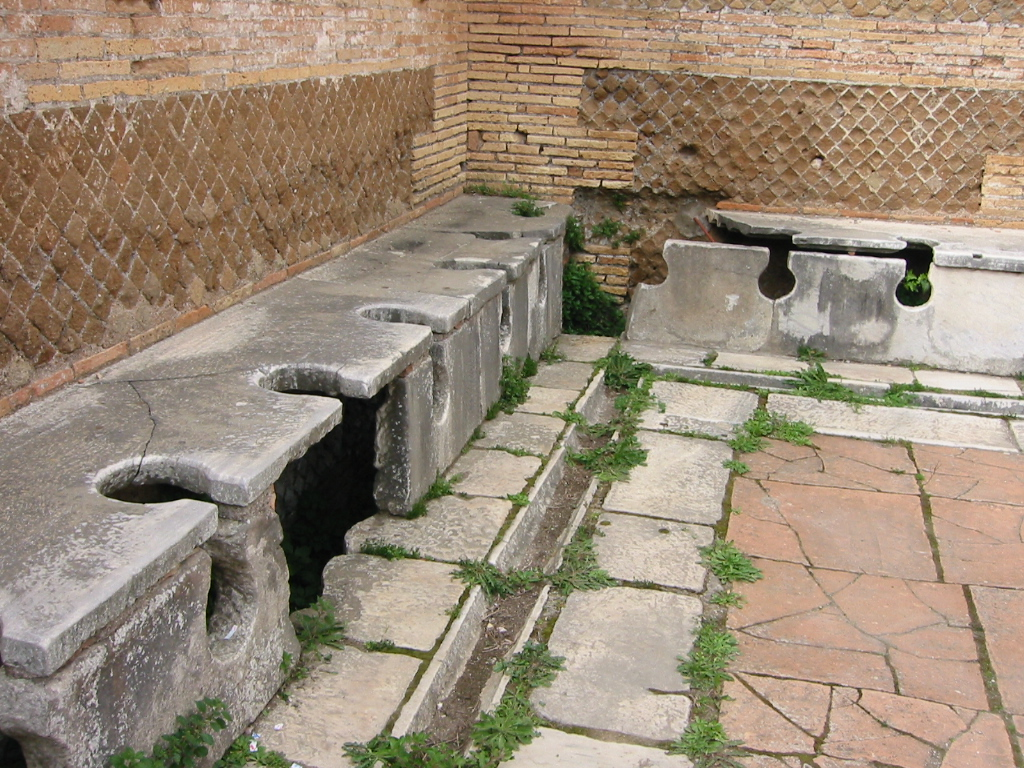
Latrine ad uso collettivo ad Ostia

Presso molte culture la defecazione è un tabù: è un'azione considerata relegata alla sfera domestica individuale e la sua pubblica esecuzione è considerata riprovevole. Allo stesso modo, anche il riferimento verbale o concettuale all'azione del defecare è spesso ritenuto improprio. Ma vi sono rilevanti eccezioni.
Non così avveniva infatti in età romana, come testimoniato dai ritrovamenti di latrine ad uso collettivo in cui deve dedursi l'accettazione sociale della coralità esecutiva.

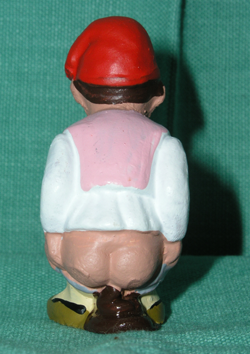
Un caganer, statuina tipica catalana

Nella regione spagnola della Catalogna invece è diffuso il simbolismo del caganer, statuina di stile agreste raffigurante un uomo rurale mentre si applica a codeste operazioni.
Una costante e puntuale igiene specifica post-evacuativa è diffusamente ritenuta socialmente doverosa e la si opera con vari accorgimenti, fra i quali è diffusa la pratica del bidet, preceduta dalla nettatura a secco con carta igienica.

### Aspetti psicologici della defecazione
La defecazione è stata studiata anche sotto il profilo delle sue implicazioni psicologiche e psicanalitiche, per quanto riguarda il rapporto dell'individuo sia con la funzione ed il processo defecatorio, sia con il prodotto dello stesso; anche se riguardo a quest'ultimo vi sono più propri campi d'indagine, la distinzione non è netta, ma la defecazione in sé è già un evento di rilievo per gli studiosi di queste discipline.
Sigmund Freud ne fece infatti oggetto di analisi in sede di sviluppo della teoria delle zone erogene del bambino, soffermandosi sul piacere derivante dalla stimolazione dell'orifizio anale durante l'espulsione. Secondo questo studioso, la particolare eccitabilità sessuale rilevabile durante il processo causerebbe la configurazione definitiva di alcuni aspetti caratteriali che in seguito resterebbero immutati. Ad esempio, l'avarizia deriverebbe dalla tendenza del bambino a trattenersi, posponendo la defecazione, al fine di provare maggior piacere per la più intensa stimolazione derivatene; il bambino, divenuto adulto, rimuoverebbe il suo erotismo anale e trasferirebbe sul denaro (che Freud indica come simile alle feci) il moto tendenziale di accumulazione.
Freud definisce pertanto "caratteri anali" gli effetti sull'adulto di un particolare atteggiamento di interesse ovvero di rifiuto del bambino nel trattenere od evacuare le feci: i bambini che nella prima infanzia «impiegarono relativamente parecchio tempo per giungere a padroneggiare l'incontinentia alvi infantile, e che anche dopo, nell'infanzia, ebbero a lamentare singoli infortuni in questa funzione», così come «quei lattanti che si rifiutano di vuotare l'intestino quando sono posti sul vaso perché ritraggono dalla defecazione un piacere accessorio», diverrebbero in età adulta persone «particolarmente ordinate, parsimoniose ed ostinate», con predisposizione ad alcune forme di nevrosi e di stravaganza. Il Volosinov, nel suo saggio critico "Freudismo", avalla la "somiglianza soggettiva artificiosa" e la "somiglianza di impressioni" fra le feci e l'oro e fra il trattenere le feci ed il trattenere il denaro.
Il raggiungimento del controllo della defecazione nel bambino è ritenuto da alcuni studiosi fra i quali il Bettelheim "un'esperienza fondamentale per la socializzazione"; per questo studioso "tutti i bambini, anche se non lo dimostrano, si ribellano all'idea di imparare a controllare il processo di evacuazione". In questa visione si esplicita l'assunto di Piaget per il quale il "patto con noi stessi" deriva dal desiderio di compiacere i desideri degli altri al fine di gratificare l'autostima, il che tradotto nel contesto della sollecitazione genitoriale a controllare la defecazione è sintetizzato ancora dal Bettelheim nel principio indotto nel bambino del "Mi controllerò, in modo che i miei genitori mi vorranno più bene e io potrò essere orgoglioso di me stesso". Per Freud il controllo è piuttosto raggiunto attraverso l'imposizione genitoriale-dittatoriale di una "moralità sfinterica" capace di suscitare senso di colpa e la rudimentale consapevolezza della defecazione porrebbe per la prima volta il bambino dinanzi alla scelta alternativa fra un'attitudine narcisistica ed una focalizzata sull'amore per l'oggetto prodotto. Il bambino quindi può separarsi dalle feci, "offrendole in sacrificio" ai genitori, oppure tenersele per sé, allo scopo di procurarsene soddisfacimento autoerotico e comunque come forma di affermazione del proprio arbitrio.
Ma per restare all'analisi freudiana, la defecazione riveste involontariamente il ruolo particolarissimo di argomento con il quale il giovane Jung, ancora specializzando, riuscì a catturare la più viva attenzione di Freud su di sé e sul suo lavoro, aprendo la strada ai loro successivi rapporti professionali, dai quali sarebbe stata condizionata l'intera scienza psicanalitica: descrivendo alcune particolarissime condotte della sua paziente Sabina Spielrein, il primo caso che seguiva con il metodo freudiano, Jung evidenzia proprio la stranissima gestione di questa funzione biologica. Freud se ne interessò al punto da essere incolpevolmente coinvolto dall'altro sin nei suoi non limpidi maneggi circa la relazione con la paziente, che fu tuttavia da Freud conosciuta ed analizzata direttamente. Poiché la cartella clinica evidenziava anche una componente di autoerotismo ben più significativa nella condotta della paziente, sia Jung che Freud avrebbero addotto una generale causazione di fonte sessuale per gli atti condizionanti sull'istinto escretorio e per i sogni ad argomento defecatorio che l'analisi rivelò; la stessa Spielrein avrebbe poi pubblicato nel 1923 un saggio dall'eloquente titolo di "Autosoddisfacimento nella simbolica del piede".

## La defecazione negli animali

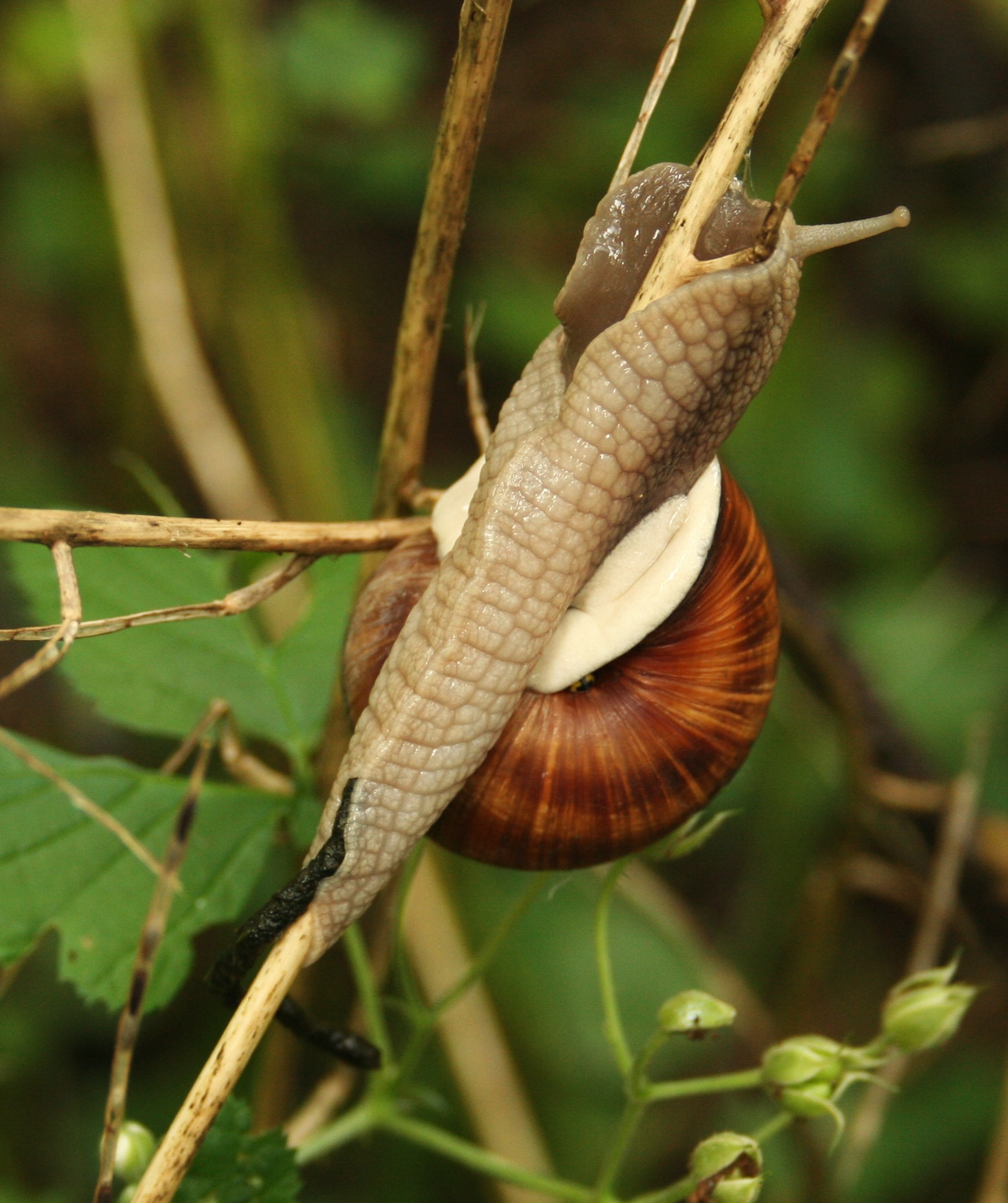
La defecazione di una chiocciola

Negli animali si parla di defecazione a partire da quelle forme semplici che, provviste di organi, possano elaborare il cibo ingerito e produrne scarti di qualche consistenza attraverso un procedimento identificabile separatamente dalla fase digestiva e la presenza di un anus in luogo della generica cloaca.
Negli animali superiori, oltre a svolgersi in modo del tutto analogo rispetto a quanto accade nell'uomo, la defecazione assume per molte specie anche accessorie funzioni di comunicazione sociale, per lo più legate al dominio territoriale, più o meno in coincidenza di attività riproduttive (o a queste prodromiche); gli stessi scopi sono spesso perseguiti anche con la minzione, della quale questo aspetto etologico è più comunemente noto. La defecazione a scopo di marcatura territoriale prende il nome di fecalizzazione che include gli aspetti socio-comportamentali connessi.
Il coniglio, ad esempio, in periodo di riproduzione, defeca per marcare un territorio come di sua "giurisdizione" e per questo effettua una defecazione differenziata, non solo per la forma e la quantità diversa dell'escreto, ma anche per lo "arricchimento" delle feci con una apposita secrezione ghiandolare. Qualcosa di simile ma senza secrezioni di condimento avviene per il cane e per il gatto; se il cane completa l'operazione ordinaria con lo spargimento del prodotto e depone "dispettosi" e vistosi scarti per sottolineare una sua superiorità gerarchica in luoghi che sa cari a chi intende sottomettere, il felino differenzia le sue defecazioni effettivamente ricoprendo quelle di tana (quelle prodotte nel luogo in cui vive) e lasciando invece in massima evidenza quelle prodotte nel territorio il cui dominio intende acquisire o conservare. Anche la volpe marca il suo territorio in questo modo.
Consistendo di una situazione in cui le difese rispetto a potenziali aggressori sono molto scarse, la defecazione ordinaria viene spesso eseguita in posizione riparata.